# Mutação silenciosa
A mutação silenciosa, também chamada de mutação sinônima, é uma mutação que muda o códon de um aminoácido por outro códon que forma o mesmo aminoácido, ou seja, o códon fica diferente, mas o aminoácido e as proteínas formadas por ele permanecem as mesmas, o que não resulta em prejuízo para o seu funcionamento.